# Mersenneovi brojevi
Mersenneovi brojevi prosti su brojevi oblika Mn = 2n – 1. Mersenneovi brojevi nose ime po Marinu Mersenneu koji je prilikom pokušaja pronalaska pravila za određivanje prostih brojeva prvi postavio relaciju Mn = 2n – 1, gdje je n prosti broj. Relacija daje proste brojeve sve do n = 11 (211 – 1 = 2047 = 23 ∙ 89), a zatim opet dugo vrijedi. Iako ne daje sve proste brojeve, a za pojedine vrijednosti n zakazuje, relacija ima važnu ulogu u teoriji brojeva. Najveći prosti broj, 282.589.933 − 1, ujedno je i najveći Marsennov broj. Od 1997. godine, sve je nove Mersennove brojeve otkrio Great Internet Mersenne Prime Search.